# Sigrid Hans
Sigrid Hans – verheiratet Barth – (* 10. März 1953; † 15. Mai 2017) war eine deutsche Tischtennisspielerin. In den 1970er Jahren spielte sie mehrere Jahre lang in der Bundesliga.

## Werdegang
Sigrid Hans kam durch ihre Mutter Berta Hans, einer ehemaligen württembergischen Meisterin, zum Tischtennis. Bereits in jungen Jahren stellten sich Erfolge ein. So holte sie in den 1960er Jahren mehrere Titel bei Württembergischen und Süddeutschen Meisterschaften. 1970 wurde sie deutsche Jugendmeisterin. Im gleichen Jahr nahm sie an der Jugendeuropameisterschaft im englischen Teeside teil. Hier erreichte sie im Doppel mit Monika Kneip das Endspiel.
Mit der Damenmannschaft des Vereins DJK Schwäbisch Gmünd stieg Sigrid Hans im Jahr 1972 in die Bundesliga auf, wo sie bis 1979 aktiv war. 1976 gewann sie bei der Deutschen Meisterschaft Bronze im Doppel mit Jana Eberle.
Für ihre Verdienste verlieh ihr der Tischtennis-Verband Württemberg-Hohenzollern 1979 die Leistungsnadel in Gold. Nach dem Ende ihrer Laufbahn als Leistungssportlerin spielte sie beim niederklassigen Verein Allmersbach.

## Privat
Sigrid Hans arbeitete in der Verwaltung des Landratsamtes, wo sie auch ihren Eheman Peter Barth kennenlernte.